# أردوباد
أردوباد ثاني أكبر مدينة وبلدية جمهورية نخجوان في أذربيجان وهي واحدة من مناطقها الثلاث. وهي عاصمة منطقة أردوباد. وأوردوباد مدينة تأسست في القرن الثامن عشر. والمدينة مقسمة إلى خمس مناطق. وتلقب لؤلؤة ناخشيفان وتشتهر بصادراتها من الفواكه والتوابل ومأكولاتها.